# بوزريعة
مدينة جزائرية تابعة لولاية الجزائر هي بلدية ومقر دائرة
بلديات الدائرة بوزريعة، بني مسوس، بن عكنون، الأبيار
- عدد سكان الدائرة في 2006 232,040ن
- عدد سكان البلدية في 2006 87,320ن
- عدد سكان البلدية في 2008 83,797ن
- الرمز البريدي 16032

بوزريعة البلدية تقع في الشمال الغربي لولاية العاصمة الجزائر أي وسط الولاية وهي باردة جدا نظرا لارتفاعها 400 م عن سطح البحر.
بها يقع المرصد الفلكي للجزائر ومعهد البحوث الفلكية والأسطروفيزيائية والجيوفيزيائية.
مركز الفضاء الجزائري وجامعة الجزائر (ملحقة العلوم الإنسانية).
و غابة باينام أكبر غابات مدينة الجزائر.
يوجد ببوزريعة كل من قنصلية النيجر وعمان وموريتانيا
يتوفر على ترابها عدة مساجد ومدارس وجمعيات تربوية ورياضية.

شعار المدينة خلال الاستعمار

## جغرافيا
| بولوغين   | الرايس حميدو | الحمامات     |
| وادي قريش | إسم ؟        | بني مسوس     |
| الأبيار   | بن عكنون     | دالي إبراهيم |

## من أهم مساجد البلدية
- مسجد الأرقم بن أبي الأرقم بموقعه الاستراتيجي وهو يعد لوحة جمالية فنية من العمارة الإسلامية -يقع في وسط شوفالي
- مسجد الشيخ مجدوبة سابقا (الصابرين) يعد من أعرق وأقدم المساجد على تراب البلدية بني سنة 1710 للميلاد وأعيد تجديده سنة 1986 ويتوسط حي لعماري محمد أعلى منطقة ببوزريعة- وبه مدرسة الصابرين الشرعية وهو بجوار محطة البت التلفزيوني والإذاعي.
- مسجد الشيخ علي مغربي - الفتح سابقا- يتوسط ساحة بوزريعة وهو بجوار المستشفى الجواري.
- وكذلك مساجد عثمان بن عفان والناصرية المتواجدان في حي هواء فرنسا ومسجد أبو المدين الغوث الأندلسي بشارع محمد العربي الذي هو قيد الإنشاء من نفس الحي.
- مسجد ابن سينا بحي برانيس
- مسجد الهدى ببوزريعة
- مسجد السلام بحي روبر
- مسجد بلال بحي الادريسي
- مسجد الغزالي بحي القرية السماوية
- مسجد الأبرار يحي بئر زواف
- مسجد عبد الله بن مسعود بحي لافونتوم
- مسجد الإحسان بحي بوحمام
- مسجد بحي بوسكول
- مسجد الناصرية بحي لافيمي
- مسجد التوبة بحي سيدي يوسف
- مسجد التوبة حي المقام الجميل أو القرية وهذا المسجد له مكانة خاصة عند سكان الحي لأنه بني من أموال المحسنين وذلك الحي معروف بالفقراء.

## جمعيات البلدية
تتوفر بلدية بوزريعة على جلة من الجمعيات الرياضية والتربوية ومن بينها
- جمعية الأخوة للرعاية الاجتماعية والتربوية من أوائل الجمعيات التي تأسست في بلدية بوزريعة اعتمدت من وزارة الداخلية بتاريخ 12 سبتمبر 1989 وهي جمعية تهتم بالإصلاح التربوي الاجتماعي مقرها 03 شارع لعماري محمد بوزريعة الجزائر العاصمة

جمعية عالم الطفولة بحي هواء فرنسا
وتزخر البلدية بعدة أفواج كشفية ك
- فوج زهرة السلام الذي يعد من أوائل الأفواج الكشفية العاصمية.
- فوج الإحسان بحي برانيس
- فوج البدر بحي بوحمام
- فوج كمال تيمطا للدومينو وألعاب الورق

## مواضيع ذات صلة
- تاريخ ولاية الجزائر
- بلديات ولاية الجزائر
- دوائر ولاية الجزائر